# 2022 في النمسا
الأحداث في سنة 2022 في النمسا.

## شاغلي المناصب
- الرئيس: ألكسندر فان دير بيلين
- المستشار: كارل نيهامر

### المحافظون
- بورغنلاند: هانز بيتر دوسكوزيل[الإنجليزية]
- كارينثيا: بيتر كايزر
- النمسا السفلى: جوانا ميكل لايتنر[الإنجليزية]
- سالزبورغ: ويلفريد هاسلاور جونيور
- ستيريا:
  - هيرمان شوتزينهوفر[الإنجليزية] (حتى 4 يونيو)
  - كريستوفر دريكسلر[الإنجليزية] (من 4 يونيو)
- تيرول:
  - غونتر بلاتر[الإنجليزية] (حتى 25 أكتوبر)
  - أنطون ماتل[الإنجليزية] (من 25 أكتوبر)
- النمسا العليا: توماس ستيلزر[الإنجليزية]
- فيينا: ميخائيل لودفيغ
- فورارلبرغ: ماركوس فالنر

## الأحداث
- 1 يناير - النمسا تشرع الانتحار بمساعدة الغير للأشخاص الذين تزيد أعمارهم عن 18 عامًا والذين يعانون من أمراض مميتة أو يعانون من حالة مزمنة منهكة.[1]
- 20 يناير - صوت المجلس الوطني النمساوي بأغلبية 137 صوتًا مقابل 13 صوتًا للموافقة على مشروع قانون يلزم الأشخاص الذين تزيد أعمارهم عن 18 عامًا بتلقي لقاح كوفيد-19 اعتبارًا من 1 فبراير، لتصبح النمسا أول دولة في الاتحاد الأوروبي تفعل ذلك.[2]
- 28 فبراير - يجتمع دبلوماسيون من الولايات المتحدة والمملكة المتحدة وفرنسا وألمانيا وروسيا والصين وإيران في فيينا, النمسا، سعياً للتوصل إلى اتفاق لإحياء الاتفاق النووي مع إيران لعام 2015.[3]
- 9 مايو – خروج قطار ميونيخدورف عن مساره[الإنجليزية]
- 22 مايو – النمسا تؤكد أول حالة إصابة بجدري القرود.[4]
- 18 أغسطس 2022 حقوق الإنسان الأوروبية[الإنجليزية] : مقتل خمسة أشخاص بسبب العواصف في النمسا.[5]
- ٢٥ سبتمبر - أُجريت انتخابات ولاية تيرول لعام ٢٠٢٢. استقال غونتر بلاتر،  [لغات أخرى]‏ وانتُخب أنطون ماتل[الإنجليزية].
- 9 أكتوبر 2022 الانتخابات الرئاسية النمساوية[الإنجليزية] : الرئيس الحالي ألكسندر فان دير بيلين يضمن إعادة انتخابه بعد حصوله على أكثر من 50% من الأصوات.[6]
- 8 ديسمبر - أعلنت النمسا أنها ستستخدم حق النقض ضد انضمام بلغاريا ورومانيا إلى منطقة شنغن, مشيرة إلى مخاوف من زيادة الهجرة غير الشرعية.[7]
- 15 ديسمبر - أصيب أربعة أشخاص على الأقل، أحدهم في حالة خطيرة، عندما ضرب انهيار جليدي منتجع زورس / ليخ للتزلج في فورارلبرغ, النمسا. أنقذت خدمات الطوارئ جميع الأشخاص العشرة الذين دُفنوا أحياءً.[8]

## الوفيات

### يناير
- 8 يناير – مانفريد سرب[الإنجليزية], 80 عامًا، سياسي نمساوي، عضو في البرلمان (1986-1994) (مواليد 1941).[9]
- 10 يناير
  - ألفريد جاجر[الإنجليزية], 79، لاعب كرة قدم نمساوي ( أوستريا فيينا، واكر فيينا، منتخب النمسا ) (و. 1942).[10]
  - فريدريش كورينت[الإنجليزية], 90 عامًا، مهندس معماري ومؤلف نمساوي (مواليد 1931).[11]
- 11 يناير – هيرمان ريشبرجر[الإنجليزية], 74 عامًا، ملحن فنلندي من أصل نمساوي (مواليد 1947).[12]
- 19 يناير - إلمار فيشر, 85، أسقف كاثوليكي نمساوي، أسقف فيلدكيرش (2005-2011)، كوفيد-19 (و. 1936).[13]
- 20 يناير - كارولوس تريكوليديس[الإنجليزية], 74، قائد فرقة موسيقية نمساوية (و. 1947).[14]
- 26 يناير – إرنست ستانكوفسكي[الإنجليزية], 93 عامًا، ممثل نمساوي ( To Be Without Worries, The Good Soldier Schweik, Help، I Love Twins ) (مواليد 1928).[15]
- 27 يناير – كارل سبييس[الإنجليزية], 90 عامًا، منتج أفلام نمساوي ( Dance with Me Into the Morning, Always Trouble with the Teachers, Cola, Candy, Chocolate ) (مواليد 1931).[16]
- 28 يناير – بريجيت كووانز[الإنجليزية], 64 عامًا، فنانة نمساوية (مواليد 1957).[17]

### فبراير
- 1 فبراير – والتر باريلي[الإنجليزية], 100، عازف كمان نمساوي (مواليد 1921).[18]
- 7 فبراير – جوستاف أورتنر[الإنجليزية], 86 عامًا، دبلوماسي نمساوي وسفير لدى الكرسي الرسولي (1997-2001) (مواليد 1935).[19]
- 8 فبراير
  - جيرهارد روث, 79 عامًا، كاتب نمساوي (مواليد 1942).[20]
  - هربرت ثالهامر[الإنجليزية], 66 عامًا، سياسي نمساوي (مواليد 1955).[21]
- 9 فبراير
  - جوزيف هوروفيتز[الإنجليزية], ملحن ( الكابتن نوح وحديقة الحيوان العائمة[الإنجليزية] ) وقائد أوركسترا (مواليد 1926).[22]
  - رينهارد شوابينيتسكي[الإنجليزية], 74 عامًا، مخرج أفلام نمساوي ( بارول شيكاغو[الإنجليزية], جولة الرور[الإنجليزية] )، منتج وكاتب سيناريو (مواليد 1947).[23]
- 13 فبراير – فرديناند هويتر[الإنجليزية], 62 عامًا، سياسي نمساوي (مواليد 1960).[24]
- 18 فبراير – توني ستريكر, 91 عامًا، ملحن وعازف كمان نمساوي (مواليد 1930).[25]
- 25 فبراير – إليانور شونبورن[الإنجليزية], 101 عامًا، سياسية نمساوية (مواليد 1920).[26]
- 28 فبراير – هانز ميناسي[الإنجليزية], 91 عامًا، لاعب كرة قدم نمساوي (نادي فيينا الأول لكرة القدم، المنتخب الوطني) (مواليد 1930).[27]

### مارس
- 1 مارس – ألفريد ماير[الإنجليزية], 85 عامًا، سياسي نمساوي (مواليد 1936).[28]
- 3 مارس – جوسيف باور, 88 عامًا، فنان نمساوي (مواليد 1934).[29]
- 4 مارس - فيلهلم هوبيرتس[الإنجليزية], 84، لاعب كرة قدم نمساوي (غراتزر أي كاي، آينتراخت فرانكفورت، منتخب وطني) ومدرب (و. 1938). [30]
- 8 مارس
  - رينيه كليمنسيك[الإنجليزية], 94 عامًا، ملحن نمساوي (مواليد 1928).[31]
  - ماريا سيمون, 103، عالمة اجتماع نمساوية (مواليد 1918).[32]
- 13 مارس - إرهارد بوسيك, 80، سياسي نمساوي ونائب المستشار[الإنجليزية] (1991-1995) (و.1941).[33]
- 17 مارس – كريستوفر ألكسندر, 85 عامًا، مهندس معماري ومنظر تصميم بريطاني أمريكي من أصل نمساوي (مواليد 1936).[34]
- 18 مارس – ألفونس ديرنبرجر[الإنجليزية], 80 عامًا، لاعب كرة قدم نمساوي (المنتخب الوطني) (مواليد 1941).[35]

### أبريل
- 1 أبريل – جيرهارد ج. ووجينجر, 57 عامًا، عالم رياضيات نمساوي (مواليد 1964).[36]
- 7 أبريل - هيلموث ماتياسيك[الإنجليزية], 90، مخرج مسرحي نمساوي ومدير مسرح ( مسرح آم جارتنربلاتز ) ورئيس مدرسة الدراما ( أكاديمية مسرح بايريش أوغست إيفردينج[الإنجليزية] ) (و. 1931).[37]
- 8 أبريل – ميمي راينهاردت[الإنجليزية], 107، السكرتير النمساوي ( أوسكار شندلر ) (مواليد 1915).[38]
- 18 أبريل - هيرمان نيتش[الإنجليزية], 83، فنان نمساوي ( مذهب العمل في فيينا[الإنجليزية] ) (و. 1938).[39]
- 21 أبريل - ريناته هولم, 90 عامًا، ممثلة ألمانية نمساوية ( كونت لوكسمبورغ ) ومغنية أوبرا سوبرانو ( دار الأوبرا في فيينا ) (مواليد 1931).[40]
- 24 أبريل – ويلي ريستاريتس[الإنجليزية], 73 عامًا، مغني وممثل كوميدي وناشط في مجال حقوق الإنسان النمساوي، (مواليد 1948).[41]
- 26 أبريل – إنجي بيرنشتاين[الإنجليزية], 91 عامًا، قاضية إنجليزية من أصل نمساوي (ولدت عام 1931).[42]
- 27 أبريل – ماريا إل. ماركوس, 88 عامًا، محامية أمريكية من أصل نمساوي (ولدت عام 1933).[43]

### مايو
- 4 مايو - ألبين يوليوس, 54، موسيقي نمساوي (دير بلوثارش[الإنجليزية]) (و. 1967).[44]
- 13 مايو – روزماري تراب[الإنجليزية], 93 عامًا، مغنية أمريكية من أصل نمساوي ( عائلة تراب[الإنجليزية] ) (مواليد 1929).[45]
- 18 مايو – توماس ريستاريتس[الإنجليزية], 82 عامًا، نحات نمساوي (مواليد 1939).[46]

### يونيو
- 4 يونيو – فرانك هوفمان, 83 عامًا، ممثل ألماني نمساوي ( Ace of Aces, ديريك ) (مواليد 1938).[47]
- 8 يونيو - فولفغانغ رايزنجر[الإنجليزية], 66، عازف إيقاع نمساوي، أصيب بتمزق في تمدد الأوعية الدموية (و. 1955).[48]
- 12 يونيو – هايدي هورتن, 81 عامًا، جامعة فنون نمساوية (مواليد 1941).[49]
- 13 يونيو – تيريزيا هايدلماير[الإنجليزية], 66 عامًا، سياسية نمساوية وناشطة في مجال حقوق ذوي الإعاقة، عضو في البرلمان (1994-2008) (مواليد 1955).[50]
- 14 يونيو - هيرمان فيليتز[الإنجليزية], 98، مؤرخ فني نمساوي (و. 1924).[51]
- 20 يونيو
  - كورت إيكويلوز[الإنجليزية], 93 عامًا، مغني أوبرا نمساوي ( دار أوبرا فيينا الحكومية ) (مواليد 1929).[52]
  - ستيفان جيوسيتس[الإنجليزية], 94 عامًا، كاهن ومؤرخ كاثوليكي روماني نمساوي (مواليد 1928).[53]
- 25 يونيو – ديتمار شترايتلر[الإنجليزية], 58، مصارع أولمبي نمساوي ( 1984 ) (و. 1964).[54]
- 26 يونيو - هانز هولمان, 89، مخرج وممثل نمساوي (و. 1933).[55]

### يوليو
- 4 يوليو – روبرت هوفمان, 82 عامًا، ممثل نمساوي ( مغامرات روبنسون كروزو[الإنجليزية], كفاح من أجل روما, ذئاب البحر[الإنجليزية] ) (مواليد 1939).[56]
- 13 يوليو - سيكستوس لانر[الإنجليزية], 88، سياسي نمساوي، عضو البرلمان (1971-1996) (و.1934).[57]
- 16 يوليو – هربرت دبليو فرانك, 95 عامًا، عالم وكاتب نمساوي (مواليد 1927).[58]
- 17 يوليو – إيلونا جراينيتز[الإنجليزية], 79 عامًا، سياسية نمساوية، عضو البرلمان (1986-1995) وعضو البرلمان الأوروبي (1995-1999) (مواليد 1943).[59]
- 20 يوليو - أليس هارنونكورت[الإنجليزية], 91، عازفة كمان نمساوية ( Concentus Musicus Wien ) (و. 1930).[60]
- 22 يوليو - ستيفان سولتيش[الإنجليزية], 73، قائد أوركسترا مجري نمساوي (و. 1949).[61]
- 24 يوليو – لوتي إنجريش[الإنجليزية], 92، كاتبة نمساوية (و. 1930).[62]

### أغسطس
- 7 أغسطس – جيرارد كامينسكي, 79 عامًا، عالم قانوني نمساوي (مواليد 1942).[63]
- 19 أغسطس – إيجون باجينك[الإنجليزية], 72 عامًا، لاعب كرة قدم نمساوي ( نادي رابيد فيينا، أدميرا، المنتخب الوطني ) (مواليد 1950).[64]
- 24 أغسطس – ليلي رينيه, 101 عامًا، فنانة قصص مصورة أمريكية من أصل نمساوي (ولدت عام 1921).[65]
- 28 أغسطس – بيتر ستيفان زوربريجن[الإنجليزية], 79 عامًا، رئيس أساقفة الكنيسة الرومانية الكاثوليكية السويسرية، السفير الرسولي في النمسا (2009-2018) (مواليد 1943).[66]

### سبتمبر
- 15 سبتمبر - ألويس روبرت[الإنجليزية], 88، سياسي نمساوي، عضو البرلمان (1979-1994) (و.1934).[67]
- 27 سبتمبر – كورت بايندر, 78 عامًا، عالم فيزياء نظرية نمساوي (مواليد 1944).[68]

### أكتوبر
- 3 أكتوبر - يوهان مولنر[الإنجليزية], 90، مزارع وسياسي نمساوي (و. 1932).[69]
- 4 أكتوبر – فيليسيتاس كون, 96 عامًا، رسامة كتب الأطفال النمساوية (مواليد 1926).[70]
- 6 أكتوبر – غونتر فيتر[الإنجليزية], 86 عامًا، سياسي نمساوي (مواليد 1936).[71]
- 13 أكتوبر – داجمار روم[الإنجليزية], 94 عامًا، متزلجة نمساوية، حائزة على الميدالية الفضية الأولمبية ( 1952 ) (مواليد 1928).[72]
- 16 أكتوبر – جوزيف زيمان, 99 عامًا، عالم معادن وجيولوجي نمساوي (مواليد 1923).[73]
- 17 أكتوبر – بيتر بوليرهوس[الإنجليزية], 72 عامًا، مهندس وسياسي نمساوي، عضو البرلمان (1993-2002) (مواليد 1949).[74]
- 19 أكتوبر - كاسيان لاوترر[الإنجليزية], 88 عامًا، كاهن كاثوليكي روماني نمساوي، رئيس دير فيتينجين-ميراو (1968-2009) وعضو في الرهبان السيسترسيين (منذ عام 1952) (مواليد 1934).[75]
- 22 أكتوبر – ديتريش ماتشيتز, 78 عامًا، رجل أعمال نمساوي، المؤسس المشارك لشركة ريد بول (مواليد 1944).[76]

### نوفمبر
- 1 نوفمبر – كارل سفوبودا, 92 عامًا، سياسي نمساوي، عضو المجلس البلدي وعضو مجلس مدينة فيينا[الإنجليزية] (1979-1996) (مواليد 1929).[77]
- 4 نوفمبر - ألويس رايشت[الإنجليزية], 94، سياسي نمساوي، عضو البرلمان (1979–1988) (و.1928).[78]
- 13 نوفمبر – يوهانا بريغلينغر[الإنجليزية], 36 عامًا، سياسية نمساوية، عضو في برلمان النمسا العليا[الإنجليزية] (2013-2015) (مواليد 1986).[79]
- 16 نوفمبر – جيرهارد روداكس, 57 عامًا، لاعب كرة قدم نمساوي ( أدميرا، رابيد فيينا، المنتخب الوطني )، صدمه قطار (مواليد 1965).[80]
- 22 نوفمبر – بيتر ستيرناد[الإنجليزية], 76 عامًا، لاعب رمي المطرقة الأوليمبي النمساوي ( 1972، 1976 ) (مواليد 1946).[81]
- 29 نوفمبر - إدموند فرايبور[الإنجليزية], 85، سياسي نمساوي، رئيس Landtag للنمسا السفلى[الإنجليزية] (1998–2008) (و.1937).[82]
- 30 نوفمبر - كريستيان هوربيغر[الإنجليزية], 84، ممثلة نمساوية ( The Major and the Bulls, Das Erbe der Guldenburgs, Julia – Eine ungewöhnliche Frau ) (و. 1938).[83]

### ديسمبر
- 4 ديسمبر - كارل ميركاتز[الإنجليزية], 92، ممثل نمساوي ( Ein echter Wiener geht nicht unter, Der Bockerer, Lethal Obsession ) (و. 1930).[84]
- 9 ديسمبر – فريدريك تيرنا[الإنجليزية], 99 عامًا، رسام أمريكي من أصل نمساوي وناجٍ من الهولوكوست (مواليد 1923).[85]
- 12 ديسمبر – جوزيف شاجيرل[الإنجليزية], 99 عامًا، نحات نمساوي (مواليد 1923).[86]
- 13 ديسمبر - لودفيج هوفمان رومرشتاين[الإنجليزية], 85 عامًا، مسؤول روماني كاثوليكي نمساوي، ملازم مؤقت[الإنجليزية] (2017) في منظمة فرسان مالطا العسكرية المستقلة (مواليد 1937).[87]
- 14 ديسمبر - فرانز كورزرايتر[الإنجليزية], 78، سياسي نمساوي، عضو برلمان النمسا السفلى  [لغات أخرى]‏ (1986–2003) (و.1944).[88]
- 17 ديسمبر
  - إلمار كوناور[الإنجليزية], 82 عامًا، عداء أولمبي نمساوي ( 1960 ) (مواليد 1940).[89]
  - ألبرت رايخمان, المدير التنفيذي للعقارات النمساوي الكندي (مواليد 1929).[90]
- 31 ديسمبر – توم كارين, 96 عامًا، مصمم صناعي بريطاني من أصل نمساوي (مواليد 1926).[91]